# Guan Zhong
Zhong Guan (en chino: 管仲 Guǎn Zhòng) (725 a. C. - 645 a. C.) fue un político chino del Periodo de Primavera y Otoño. Su nombre de pila era Yiwu (夷吾 Yíwú), Zhong era su nombre de cortesía. Recomendado por Bao Shuya, fue nombrado primer ministro por el duque Huan de Qi en el 685 a. C..
Guan Zhong modernizó el estado Qi comenzando con múltiples reformas. En el campo político, centralizó el poder y dividió el estado en diferentes pueblos, cada uno encargado de alguna tarea comercial en específico. En lugar de confiar en las aristocracias hereditarias para obtener dinero, impuso directamente los impuestos al pueblo. También desarrolló un método para la elección de un gobernador según su talento. Guan Zhong llevó también a cabo cambios en las responsabilidades administrativas, con lo que los aristócratas devinieron profesionales burócratas.
Zhong también introdujo varias reformas económicas importantes. Creó un código fiscal uniforme. Usó además el poder estatal para estimular la producción de sal y hierro. Por lo general, los historiadores dan crédito a la opinión de que Zhong Guan fue el que introdujo monopolios estables de estos minerales. Durante su mandato, el estado de Qi se hizo mucho más fuerte y el duque Huan de Qi ganó hegemonía entre los demás estados.
Se le considera el autor de la enciclopedia Guanzi, aunque en realidad ésta es posterior (data de la parte tardía del periodo de los "Reinos Combatientes"), momento en el que se llevó a cabo la compilación de los trabajos de los eruditos de la Academia de Jixia.